# ラロ・エレーロ
ラロ・エレーロ・エチェバリ（スペイン語: Laro Herrero Echevarri、1990年1月17日 - ）は、スペイン・カンタブリア州サンタンデール出身のスノーボード選手（スノーボードクロス）。

## 経歴
ビスケー湾に面したカンタブリア州サンタンデール出身。
2014年にはロシアのソチで開催された2014年ソチオリンピックに出場し、スノーボードクロスで33位となった。準々決勝ではグループ5位で敗退となった。2015年のオーストリアのクライシュベルクで開催された世界選手権では自己最高の7位となった。
2017年にはスペインのシエラネバダで開催された世界選手権で29位となった。2018年2月には韓国の平昌で開催された2018年平昌オリンピックに出場し、スノーボードクロスで33位を獲得した。

## 成績

### 冬季オリンピック
| シーズン | 日付          | 場所 | 種目               | 順位 |
| -------- | ------------- | ---- | ------------------ | ---- |
| 2014     | 2014年2月18日 | ソチ | スノーボードクロス | 33位 |
| 2018     | 2018年2月15日 | 平昌 | スノーボードクロス | 33位 |